# Pinduoduo
Pinduoduo Inc. (čínsky 拼多多, pchin-jinem Pīn duōduō) je čínská technologická platforma, zaměřená na propojování zemědělských výrobců a distributorů se spotřebiteli prostřednictvím interaktivního nakupování se širokým zapojením komunit a sociálních médií. Platforma byla založena v roce 2015 a díky svému originálnímu byznys modelu zaznamenala okamžitý a rychlý ekonomický úspěch. Ke konci roku 2020 obsluhovala přibližně 730 milionů aktivních kupujících a hrubý objem zboží (GMV) za období jednoho roku dosáhl více než 200 miliard dolarů. Konkurenty Pinduodua jsou další čínští e-commerce giganti Alibaba Group a JD.com. Společnost je součástí indexu NASDAQ-100, sídlí v Šanghaji.

## Kritika
V roce 2023 odebral Google apliaci Pinduoduo ze svého Google Play poté, co čínská kyberbezpečnostní firma našla malware ve verzích této aplikace distribuované v čínských app storech. Dva dny po vydání aktualizace, která měla napravit nalezené nedostatky, rozpustilo Pinduoduo tým inženýrů a produktových manažerů, kteří vyvíjeli nalezené exploity. Většina členů týmu byla převedena do různých oddělení v Temu.
Šest týmů zabývajících se kybernetickou bezpečností, s nimiž hovořila CNN – včetně finských, ruských, amerických a izraelských firem, stejně jako čínská bezpečnostní firma DarkNavy  – všechny označily Pinduoduo jako malware nebo potenciální malware. V reportáži agentury Bloomberg News jeden výzkumník z Kaspersky Labs uvedl: „Některé verze aplikace Pinduoduo obsahovaly škodlivý kód, který zneužíval známé chyby zabezpečení systému Android k získání vyšších oprávnění, stahování a spouštění dalších škodlivých modulů. Některé z nich také získaly přístup k uživatelským oznámením a souborům.“
Společnost Pinduoduo má smlouvu o sdílení dat s jednou z jednotek Lidového deníku známého také pod anglickým názvem People's Daily, oficiálního tiskového orgánu Ústředního výboru Komunistické strany Číny.